# やまかんヒット大賞
『やまかんヒット大賞』（やまかんヒットたいしょう）は、1970年7月7日から同年11月10日まで日本テレビ系列で放送されていた、読売テレビ製作のクイズ番組を兼ねた歌謡番組である。放送時間は毎週火曜 19:30 - 20:00 （日本標準時）。

## 概要
視聴者参加型の公開番組で、毎回歌手とそのファンによるペアが5組出場していた。1人の歌手が4回歌えたら「ヒット大賞」となり、歌手とそのファンにはそれぞれヨーロッパ一周旅行が贈られた。司会は笑福亭仁鶴が務めていた。番組収録は、大阪近郊の公会堂で行われていた。
前期には、『スターと飛び出せ歌合戦』から引き続きエヴェレストヂャー（ナショナル魔法瓶工業）の単独提供で放送されていたが、後期にはエヴェレストヂャーと加美乃素本舗の提供へ移行していた。